# Yevgueni Belov
Yevgueni Belov –en ruso, Евгений Белов– (Oktiabrski, URSS, 7 de agosto de 1990) es un deportista ruso que compitió en esquí de fondo. Ganó una medalla de bronce en el Campeonato Mundial de Esquí Nórdico de 2013, en la prueba por relevos.

## Palmarés internacional
| Campeonato Mundial | Campeonato Mundial     | Campeonato Mundial | Campeonato Mundial |
| Año                | Lugar                  | Medalla            | Prueba             |
| ------------------ | ---------------------- | ------------------ | ------------------ |
| 2013               | Val di Fiemme (Italia) | Medalla de bronce  | Relevo 4 × 10 km   |